# Koritno (gmina Brežice)
Koritno – wieś w Słowenii, w gminie Brežice. W 2018 roku liczyła 95 mieszkańców.